# Papo Vázquez
Angel R. „Papo“ Vázquez (* 24. Februar 1958 in Philadelphia) ist ein amerikanischer Musiker (Posaune, Arrangement, Komposition) des  Latin Jazz. Als Solist mit eigener Stilistik, Arrangeur und Komponist zählt er Martin Kunzler zufolge zu den Schlüsselfiguren der Latin Music.

## Leben und Wirken
Vázquez, der in einer puerto-ricanisch geprägten Umgebung in Philadelphia und im Vega Baja (Puerto Rico) aufwuchs, sammelte erste musikalische Erfahrungen in Schulbands. Bereits mit dreizehn Jahren wurde er professioneller Musiker. Noch als Jugendlicher zog er nach New York City, wo er Anfang der 1970er Jahre in Gruppen wie Conjunto Libre, in der Band von Héctor Lavoe und mit Stars der Salsa-Szene wie Ray Barretto, Celia Cruz, Eddie Palmieri und Willie Colón (Siembre) arbeitete und dann auch Mitglied der Fania All Stars wurde. Mit dem Orchester von Ray Charles war er auf Europa-Tournee. Im Jazzbereich arbeitete er mit Dizzy Gillespie und dessen United Nations Orchestra, aber auch mit Frank Foster, Woody Shaw, Mel Lewis, Hilton Ruiz, Dave Valentin und Jerry Gonzalez. Viele Jahre lang war er Mitglied der Gruppen von Tito Puente. Von 1981 bis 1985 lebte Vázquez wieder in Puerto Rico, wo er die Gruppe Batacumbele mitgründete und zu Erfolgen führte. Auch in dieser Zeit ging er in den Vereinigten Staaten ins Studio und war an preisgekrönten Einspielungen von Rubén Blades beteiligt. Er wirkte auch bei den Soundtracks von Filmen wie The Mambo Kings oder Mo' Better Blues (Spike Lee) mit. Weitere Tourneen und Aufnahmen mit Gillespie und Puente folgten ebenso wie nordamerikanische Festival-Auftritte mit eigenen Gruppen. Mit Breakout präsentierte er 1991 sein Debütalbum als Leader, dem 1999/2000 At the Point, Vol. I und Vol. II folgten. Mit seinen Pirates Troubadours & the Mighty Pirate Orchestra blieb er weiterhin erfolgreich;  sein Album Marooned / Aislad war 2009 für einen Grammy nominiert. 2021legte er das Album The Mighty Pirates Troubadours, Chapter 10: Breaking Cover (Picaro) vor.
Vázquez wirkte zudem an Aufnahmen von Steve Berrios, Wayne Gorbea, Slide Hamptons World of Trombones, Dario Estrella, Chico O’Farrill, Manny Oquendo, der Afro Blue Band, Chucho Valdés, Jossie Esteban und Juan Luis Guerra mit.

## Lexigraphische Einträge
- Leonard Feather, Ira Gitler: The Biographical Encyclopedia of Jazz. Oxford University Press, New York 1999, ISBN 0-19-532000-X.
- Martin Kunzler: Jazz-Lexikon. Band 2: M–Z (= rororo-Sachbuch. Bd. 16513). 2. Auflage. Rowohlt, Reinbek bei Hamburg 2004, ISBN 3-499-16513-9.